# Selección femenina de voleibol de Kazajistán
La selección femenina de voleibol de Kazajistán es el equipo representativo del país en las competiciones oficiales de voleibol. Participa en los torneos organizados por la Confederación Asiática de Voleibol, así como de la Federación Internacional de Voleibol.
En el 2018 participó en el Mundial de Voleibol de Japón.